# Ernst Anders
Pour les articles homonymes, voir Anders.

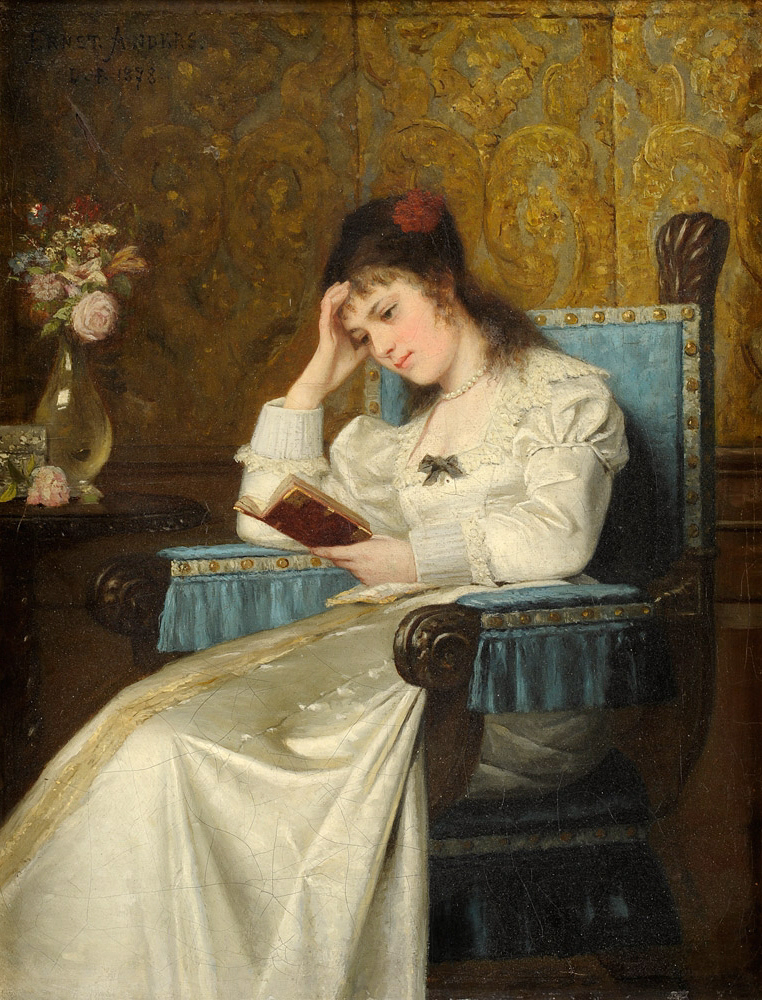
Un moment de calme (1878)

Ernst Anders (né le 26 mars 1845 à Magdebourg et décédé en 1911 à Mölln) est un peintre de genre et de portrait prussien.

## Biographie
Ernst Anders étudie de 1860 à 1863 à Düsseldorf en tant qu'étudiant privé des graveurs Ludwig Heitland (de) et Andreas Müller et depuis l'automne 1863 à l'Académie de Düsseldorf avec Karl Müller, Rudolf Wiegmann, Heinrich Mücke et dans les cours de peinture de Karl Ferdinand Sohn et Julius Roeting. À partir de janvier 1868 et jusqu'en 1872, il est étudiant privé avec Wilhelm Sohn. Il travaille ensuite principalement en tant que peintre de genre, mais gagne largement sa vie avec des emplois de portrait. Des portraits de sa main sont conservés dans le Musée de la ville de Düsseldorf (Carl Maria Seyppel (de), dessin au fusain) et l'association d'artistes Malkasten (Johann Baptist Sonderland 1870), dont il est membre, ainsi que dans le musée municipal de Cologne (Major von Gemmingen- Hornberg, 1892).

## Œuvres
- Au coin du feu
- Le convalescent
- Échecs de la reine
- La veuve (au berceau de son enfant)
- Portrait de Berta K. (1862)
- Bonheur de mère (1876)
- Une question
- Un moment de calme , 1878
- Lecture jeune fille (1879)
- Portrait d'une jeune fille en costume de marin (1887)
- Jeune femme à la fenêtre [1]